# Deutsche Telekom Services Europe Czech Republic
Deutsche Telekom Services Europe Czech Republic s.r.o. (zkráceně DTSE CZ) je dceřinou společností Deutsche Telekom (bezprostředním majitelem je Deutsche Telekom Services Europe SE). DTSE CZ je centrem sdílených služeb pro firmy uvnitř skupiny Deutsche Telekom.

## Historie
Společnost byla založena 26. října 2016 v Brně a v roce 2023 v ní pracovalo přes 150 zaměstnanců, celkem 20 národností. Zákazníky DTSE CZ jsou mobilní operátoři a poskytovatelé telekomunikačních služeb, např. Slovak Telekom, T-Mobile Czech Republic, Magion Telekom Hungary, T-Mobile Poland.

## Poslání
DTSE CZ je interním poskytovatelem služeb skupiny Deutsche Telekom. Společnost zaměstnává odborníky v oblasti účetnictví, datové analytiky, digitalizace a IT, financí, strategie a rozvoje podnikání.
Společnost DTSE CZ automatizuje a digitalizuje své služby, aby mohla zákazníkům poskytovat řešení s přidanou hodnotou v celosvětovém měřítku.

## Vedení společnosti
První managing directorem byl DTSE CZ Sergei Holmeckis, a to od roku 2016 do roku 2022. V roce 2022 se této funkce ujal Marek Rešovský, který je zároveň managing directorem společnosti DTSE SK. 